# Rijnvoetbalkampioenschap 1923/24 (Zuid-Duitsland)
In 1923/24 werd het zestiende Rijnvoetbalkampioenschap gespeeld, dat georganiseerd werd door de Zuid-Duitse voetbalbond. De twee reeksen van vorig seizoen werden nu samengevoegd tot één reeks.
SpTV 1877 Waldhof werd kampioen en plaatste zich voor de Zuid-Duitse eindronde. De kampioenen werden in één groep ingedeeld en Waldhof werd gedeeld vierde op zes clubs.

## Bezirksliga
| Plaats | Club                      | Wed. | W  | G | V  | Saldo | Ptn.  |
| ------ | ------------------------- | ---- | -- | - | -- | ----- | ----- |
| 1.     | SV 1877 Waldhof           | 14   | 10 | 2 | 2  | 36:16 | 22:6  |
| 2.     | VfR Mannheim 1896         | 14   | 8  | 2 | 4  | 26:13 | 18:10 |
| 3.     | FC Phönix 04 Ludwigshafen | 14   | 5  | 6 | 3  | 29:24 | 16:12 |
| 4.     | FC 1903 Pirmasens         | 14   | 7  | 2 | 5  | 24:22 | 16:12 |
| 5.     | FC Pfalz 03 Ludwigshafen  | 14   | 7  | 1 | 6  | 20:20 | 15:13 |
| 6.     | VfTuR Feudenheim          | 14   | 5  | 5 | 7  | 25:25 | 12:16 |
| 7.     | Ludwigshafener FG 03      | 14   | 5  | 2 | 7  | 24:31 | 12:16 |
| 8.     | FC Phönix 02 Mannheim     | 14   | 0  | 1 | 13 | 10:43 | 1:27  |

|  | Kampioen, geplaatst voor Zuid-Duitse eindronde |
|  | Degradatie play-off                            |
|  | Degradatie                                     |

Degradatie play-off
|  |                  |       |                      |  |
|  | VfTuR Feudenheim | 2 - 0 | Ludwigshafener FG 03 |  |
|  |                  |       |                      |  |

### Promotie-eindronde
| Plaats | Club                        | Wed. | W | G | V | Saldo | Ptn.  |
| ------ | --------------------------- | ---- | - | - | - | ----- | ----- |
| 1.     | VfL Neckarau                | 6    | 5 | 0 | 1 | 14:07 | 10:02 |
| 2.     | SV Darmstadt 98             | 6    | 3 | 0 | 3 | 13:14 | 06:06 |
| 3.     | FV 1900 Kaiserslautern      | 6    | 2 | 0 | 4 | 10:12 | 04:08 |
| 4.     | SC Germania 04 Ludwigshafen | 6    | 1 | 0 | 5 | 07:15 | 02:10 |

|  | Promotie naar Bezirksliga 1924/25 |